# Corrobert

Corrobert este o comună în departamentul Marne, Franța. În 2009 avea o populație de 179 de locuitori.